# Criollo paraguayen
Pour les articles homonymes, voir Criollo (homonymie).
Le Criollo paraguayen (espagnol : Criollo Paraguaya) est la variété de chevaux Criollo propre au Paraguay. Ils servent principalement au travail avec le bétail. La race est particulièrement répandue dans les années 1960, comptant plusieurs centaines de milliers de représentants. 

## Histoire
Ces chevaux descendent du cheval colonial espagnol, et présentent le type ibérique. L'existence d'un cheval Criollo local est commune dans de nombreux pays d'Amérique du Sud. Des Criollo uruguayens ont été importés vers le Paraguay dès 1900. D'après Emilio Solanet (1946), le Criollo paraguayen est probablement arrivé en 1541 avec les juments de l'expédition d'Álvar Núñez Cabeza de Vaca à travers l'Atlantique, et dans les États de Santa Catalina et de Paraná au Brésil. Des animaux sont également arrivés de Charcas del Perú, et quelques chevaux introduits à Buenos Aires par Mendoza ont probablement gagné le Paraguay.
Vers 1969, le Paraguay compte environ 646 000 chevaux. En 1976, l'Asociación de Criadores Caballos Criollos del Paraguay (Association des éleveurs de chevaux Criollo du Paraguay, ACCCP) est créée, en tant que filiale régionale de la principale association d'éleveurs de Criollo, située en Argentine.

## Description
La modèle est semblable aux autres chevaux Criollo d'Amérique du Sud. Le stud-book paraguayen est ouvert à l'enregistrement des chevaux Criollo provenant des pays d'élevage voisins : Chili, Argentine, Uruguay et Brésil.
La gestion de la race est assurée par l'ACCCP.

## Utilisations
Ces chevaux servent le plus souvent à l'équitation de travail avec le bétail.

## Diffusion de l'élevage
L'étude menée par l'Université d'Uppsala, publiée en août 2010 pour la FAO, signale le Criollo Paraguaya comme race de chevaux locale d'Amérique du Sud dont le niveau de menace est inconnu. DAD-IS n'indique pas d'effectifs (2018). 